# ألعاب ميكروسوفت ويندوز
ألعاب ويندوز مايكروسفت تكون ضمن حزمة ويندوز الذي تصدره شركة مايكروسوفت ذات الصيت الشائع، وعند تنصيب النظام، يكون هناك حزمة من البرامج المصاحبة، وبعض الألعاب البسيطة وهي ذات شهرة كبيرة.

## الألعاب
هي عبارة عن ألعاب يزداد عددها مع كل إصدار جديد من إصدارات ويندوز وهي مشهورة لأنها على كل جهاز حاسوب موجودة وهي:
1. Hearts
2. FreeCell
3. Minesweeper الالغام
4. Solitaire سوليتير
5. Pinball
6. spider

طبعاً على الـxp , وتم تعديل الجرافيكس في نظام [ الفيستا ] الجديد وإضافة حزمة جديده من ألعاب مايكرسوفت،
وتم تطويرها في نظام ال سيفن أو 7
- ملاحظة: لاتجد ألعاب محمل مسبقاً على نظام ويندوز 8 وألا في ويندوز 10 وأحدث إصدار قد تحوي لعبة واحدة محملة مسبقاً فقط وهي سوليتير.